# Кларно, Беверли
Беверли А. Кларно (родилась 29 марта 1936 года) — американский политик, занимавшая пост 27-го секретаря штата Орегон с 2019 по 2021 год. В то время она была единственным республиканским чиновником в руководстве Орегона. Ранее Кларно была членом Палаты представителей штата Орегон и Сената штата Орегон. По состоянию на 2024 год она является последним республиканцем, занимавшим руководящую должность в штате Орегон.

### Ранняя жизнь и образование
Кларно родилась в Ланглойсе, штат Орегон. Она получила степень бакалавра гуманитарных наук в Мэрихерстском университете.

### Карьера
Кларно была избрана в Палату представителей штата Орегон в 1989 году. Она стала спикером Палаты представителей в 1995 году, сменив Ларри Кэмпбелла. Она работала в Палате представителей до 1996 года, а затем решила баллотироваться на пост казначея штата Орегон, но проиграла действующему демократу Джиму Хиллу.
В 2000 году она была избрана в Сенат штата Орегон,  где проработала один срок. Она ушла в отставку 1 августа 2003 года, чтобы занять должность в администрации Джорджа Буша-младшего в качестве регионального представителя Министерства здравоохранения и социальных служб США.
Губернатор Кейт Браун назначила Кларно секретарём штата Орегон для завершения срока полномочий Денниса Ричардсона после его смерти в 2019 году. Браун объявила, что она заинтересована только в назначении преемника Ричардсона, который возьмёт на себя повседневные обязанности и не будет баллотироваться на полный срок. Кларно согласилась с этим условием при назначении. Поскольку в Орегоне нет должности вице-губернатора, государственный секретарь выполняет аналогичную роль и является первым в очереди наследования после губернатора. Однако, поскольку Кларно была назначена на должность, она не могла стать губернатором, и следующим в очереди наследования был государственный казначей Тобиас Рид, пока Шема Фаган не вступила в должность секретаря штата 4 января 2021 года.